# William Kelley (scénariste)
Pour les articles homonymes, voir Kelley.
William Kelley est un scénariste et un écrivain américain né le 27 mai 1929 à Staten Island (État de New York) et mort le 3 février 2003 à Bishop (Californie).

## Biographie
William Kelley fait son service militaire dans l'US Air Force à la fin des années 1940, puis étudie au séminaire à l'Université Villanova à Radnor Township (Pennsylvanie) au début des années 1950, avant de renoncer et de passer en 1955 un diplôme en littérature anglaise à l'Université Brown à Providence (Rhode Island), puis en 1957 un diplôme en littérature irlandaise à Harvard,.
Il commence à écrire pour la télévision en 1955, puis un peu plus tard travaille dans l'édition chez Doubleday, McGraw-Hill puis Simon & Schuster. Son premier roman “Gemini” est publié en 1959 et devient un best-seller.
Au cours des années 1960, il continue à publier des romans et dans le même temps à écrire pour des séries télévisées.
Son seul scénario pour le cinéma, Witness (1985), lui vaut un Oscar.

## Filmographie

### Scénariste (cinéma)
- 1985 : Witness de Peter Weir

### Scénariste (télévision)
- 1964 : Route 66 (1 épisode)
- 1966 : Les Aventuriers du Far West (1 épisode)
- 1967 : Bob Hope Presents the Chrysler Theatre (1 épisode)
- 1968-1969 : Judd for the Defense (4 épisodes)
- 1969-1972 : Gunsmoke (9 épisodes)
- 1972 : Bonanza (1 épisode)
- 1972 : Columbo (1 épisode)
- 1973-1974 : Kung Fu (6 épisodes)
- 1974-1975 : Petrocelli (5 épisodes)
- 1975 : Three for the Road (1 épisode)
- 1977 : The Oregon Trail (1 épisode)
- 1977 : La Conquête de l'Ouest (3 épisodes)
- 1978 : The Winds of Kitty Hawk (téléfilm)
- 1979 : Shérif, fais-moi peur (1 épisode)
- 1980 : Enos (1 épisode)
- 1982 : Frank, chasseur de fauves (1 épisode)
- 1982-1983 : L'Île fantastique (3 épisodes)
- 1983 : Le Procès du démon (téléfilm)
- 1984 : Hooker (1 épisode)
- 1986 : The Blue Lightning (téléfilm)

### Producteur
- 1986 : The Blue Lightning (téléfilm)
- 1979 : Shérif, fais-moi peur (5 épisodes)

## Littérature
- 1959 : Gemini (Ed. Doubleday)
- 2000 : The Tyree Legend (Ed. iUniverse)  (ISBN 978-0595007004)
- 2000 : The Sweet Summer (Ed. Westminster John Knox Press)  (ISBN 0664222242)
- 2003 : A Servant of Slaves: The Life of Henriette DeLille (Ed. Crossroad Publishing Company)  (ISBN 978-0824519988)

## Distinctions
pour le scénario de Witness

### Récompenses
- Oscars du cinéma 1986 : oscar du meilleur scénario original, conjointement avec Earl W. Wallace et Pamela Wallace
- Writers Guild of America Awards 1986 : meilleur scénario original, conjointement avec Earl W. Wallace

### Nominations
- Golden Globes 1986 : Golden Globe du meilleur scénario
- BAFTA 1986 : BAFA du meilleur scénario original